# Tadeusz Świerczek (inżynier)
Tadeusz Świerczek (ur. 25 maja 1948 w Łodygowicach) – polski inżynier, sportowiec, absolwent Politechniki Wrocławskiej.
Swoje życie zawodowe związał z motoryzacją. Dyrektor generalny spółki Fiat-GM Powertrain Polska w Bielsku-Białej. Jeden z ojców sukcesu produkowanego w Bielsku-Białej silnika 1,3 SDE (Small Diesel Engine – mały silnik Diesla), który w roku 2005 otrzymał prestiżowy tytuł silnika roku International Engine of the Year w swojej kategorii pojemności skokowej. Współautor złotego medalu dla zakładu w Bielsku-Białej, przyznanego przez światową organizację produkcji WCM (World Class Manufacturing). W 2005 roku otrzymał nagrodę Złotego Inżyniera w kategorii „Menedżer”. W latach 2009–2011 dyrektor zakładu CNH Polska w Płocku.

## Sport
W latach 1967–1970 Tadeusz Świerczek z powodzeniem trenował biegi średnie. Był reprezentantem klubu WKS „Oleśniczanka” Oleśnica, trenował z kadrą narodową pod okiem Zdzisława Krzyszkowiaka i Wiesława Kiryka. Zajmował czołowe miejsca w wielu biegach na stadionie, ulicznych i przełajowych. Rekordy życiowe: 1000 m – 2:29, 1500 m – 3:49. W późniejszych latach startował amatorsko, między innymi w Biegu Fiata w Bielsku-Białej. Ojciec Anny Celińskiej, czołowej biegaczki górskiej w Polsce, medalistki mistrzostw świata.

## Inne zainteresowania
Zapalony akordeonista, miłośnik ogrodów.